# 2005—2006年澳洲地區熱帶氣旋季
2005－06年澳洲地區熱帶氣旋季，泛指在2005年5月至2006年6月內的任何時間，於澳洲地區所產生的熱帶氣旋。大部份於澳洲地區的熱帶氣旋通常都會於11月至4月期間形成。
本條目的範圍僅侷限於赤道以南，東經90度和西經160度以內的澳洲地區水域。這範圍包括了澳大利亞、巴布亞新幾內亞、所羅門群島的西部地區、東帝汶和印度尼西亞的南部地區。在澳洲地區產生的熱帶氣旋是由澳洲、印尼和巴布亞新畿內亞命名，而美國聯合颱風警報中心會把在該地區的熱帶低氣壓的編號以U字母作結。

## 已被國際命名的熱帶氣旋

### 強烈熱帶氣旋伯蒂-阿爾文（Bertie–Alvin）
11月17日，一個熱帶低氣壓在印尼蘇門答臘島西南偏西約740公里（460英里）形成。
11月18日較早時候，澳洲氣象局對該系統發出烈風警報。不久，系統顯著改善其鬆散組織，11月19日上午12時，在科科斯群島西北約835公里（515 英里）處升格為熱帶風暴，並命名為伯蒂（Bertie）。
伯蒂獲命名後逐漸加強，於11月21日增強為強烈熱帶氣旋。第二天，澳洲氣象局發出最後警告，因為系統預計將穿越90ºE，並進入法國氣象局的責任範圍。11月23日較早時候，聯合颱風警報中心評估系統達到210公里/小時（135英里/小時）的風速，相當於薩菲爾-辛普森颶風風力等級中第4級的最低標準。11月24日，氣旋進入法國氣象局的責任範圍，並重新命名為阿爾文（Alvin）。不久，系統轉向西北移動並因條件不利而減弱。聯合颱風警報中心在系統減弱為熱帶低氣壓後於11月26日發布最後警告，兩天后， 法國氣象局停止了警告。風暴殘餘繼續向西北方向移動，隨後轉向西南偏西方向並於12月3日完全消散。

### 強烈熱帶氣旋莫妮卡（Monica）
在4月17日，布里斯班熱帶氣旋警告中心為剛在珊瑚海北部形成的熱帶氣旋莫妮卡作出發報。4月18日，系統開始轉往西移動，並發展為“強烈熱帶氣旋”——在澳洲熱帶氣旋等級中的三級。莫妮卡的風眼在4月19日登陸昆士蘭北部，在登陸的過程中系統並沒有太大的減弱。
4月20日，莫妮卡移過約克岬半島（Cape York Peninsula）歐魯昆郡（Aurukun）西南重組，經過兩天穩定的增強過程，莫妮卡成為了五級熱帶氣旋。
當莫妮卡進入卡奔塔利亞灣，它繼續增強為南半球該風季最強的熱帶氣旋。在4月23日，莫妮卡在經過北領地的韋塞爾群島（Wessel Islands），掠過人跡稀少的阿納姆地（Arnhem Land）。韋塞爾岬（Cape Wessel）錄得70節（130公里每小時）的持續風速。
莫妮卡在近海繼續增強，在達爾文的熱帶氣旋警告中心報告莫妮卡的在協調世界時4月23日0730時的最低氣壓為905百帕斯卡，陣風則高達350公里每小時，持續風速有135節（250公里每小時）。而一些非官方的德沃夏克法電腦自動分析的數據，得出莫妮卡的最低氣壓低至869百帕斯卡，這數字比颱風泰培的最低氣壓——870百帕斯卡還低，但注意颱風泰培870百帕斯卡的氣壓為實測數據，而對於莫妮卡最低氣壓的數值，則是單從衛星雲圖分析，可能與事實相去甚遠。
莫妮卡在登陸後急速減弱，在到達達爾文北方時，已減弱為低壓區。莫妮卡的殘餘曾在達爾文以西的帝汶海沿岸地區略為重組，重新增強至熱帶低氣壓的強度，中心持續風力約為45公里每小時。但莫妮卡沒有繼續增強至熱帶氣旋的強度，而轉向南移入內陸。

## 未被國際命名的熱帶氣旋

### 熱帶低氣壓02R
11月4日在科科斯群島以北約 560 公里（345 英里）處形成一個對流區，並伴有緊密的低層環流，良好的流出，條件有利於發展。
11月5日較早時間，系統西側的深層對流向西南方向移動。當天上午4時，澳洲氣象局發布熱帶氣旋警告。當日較後時間，聯合颱風警報中心將其升格為熱帶風暴，聯合颱風警報中心和澳洲氣象局皆預計系統會進一步加強。然而，澳洲氣象局認為該系統維持在熱帶低氣壓的強度，但聯合颱風警報中心分析其中心對流後評估該系統達到熱帶風暴的強度。
大部分機構都預測系統將進一步加強。然而，11月 6日，風暴便開始減弱。大約在同一時間，系統進入留尼汪的法國氣象局負責區域。因此被重新命名為熱帶低氣壓04。系統繼續向西南方向移動並緩慢減弱。11月8日較早時候，聯合颱風警報中心發出最後警告，6小時後，法國氣象局在位於迪亞哥加西亞島東南約485公里處停止警告。

### 熱帶低氣壓04R
12月19日，一個熱帶低氣壓在90ºE以西形成，澳洲氣象局於12月22日對系統發出烈風警告，低氣壓持續向東南方向移動，由於中等風切變在系統上空持續存在，阻止了立即發展低氣壓轉向西南，系統於12月23日進入法國氣象局責任範圍。
在進入西南印度洋時，法國氣象局將系統命名為熱帶低氣壓06。隨後系統對流增加並開始組織，12月24日，聯合颱風警報中心將其升格為熱帶風暴。然而，因風切變增強，系統強度開始下滑。12月25日，聯合颱風警報中心停止警告，法國氣象局在一天后緊隨其後。

## 氣旋季影響
以下表格顯示了2005－2006年澳洲地區熱帶氣旋季的所有熱帶氣旋以及它們的登陸資料。在括號內的死亡人數屬於非直接，但仍與風暴有關的死亡。所有破壞及死亡數字都包括風暴在擾動及溫帶氣旋階段時的資料。
| 風暴名稱     | 持續日期                           | 最高強度         | 持續風速      | 氣壓        | 影響地區             | 損失 （美元） | 死亡人數 | 來源  |
| ------------ | ---------------------------------- | ---------------- | ------------- | ----------- | -------------------- | ------------- | -------- | ----- |
| 熱帶性低氣壓 | 11月5日－11月8日（離開澳洲海域）   | 熱帶低氣壓       | 每小時55公里  | 995百帕斯卡 | 無                   | 無            | 0        |       |
| 伯蒂-阿爾文  | 11月19日－11月24日（離開澳洲海域） | 四級強烈熱帶氣旋 | 每小時185公里 | 928百帕斯卡 | 無                   | 無            | 0        | [ 3 ] |
| 熱帶性低氣壓 | 12月21日－12月23日                 | 熱帶低氣壓       | 每小時55公里  | 998百帕斯卡 | 無                   | 無            | 0        |       |
| 克萊爾       | 1月6日－1月10日                    | 三級強烈熱帶氣旋 | 每小時140公里 | 960百帕斯卡 | 西澳大利亞州         | 無            | 0        |       |
| 達麗爾       | 1月18日－1月22日                   | 二級熱帶氣旋     | 每小時65公里  | 976百帕斯卡 | 無                   | 無            | 0        |       |
| 熱帶性低氣壓 | 1月24日－2月1日                    | 熱帶性低氣壓     | 每小時55公里  | 989百帕斯卡 | 無                   | 無            | 0        |       |
| 吉姆         | 1月27日－1月30日                   | 三級強烈熱帶氣旋 | 每小時120公里 | 970百帕斯卡 | 無                   | 無            | 0        |       |
| 凱特         | 2月22日－2月24日                   | 二級熱帶氣旋     | 每小時85公里  | 985百帕斯卡 | 無                   | 無            | 0        |       |
| 艾瑪         | 2月25日－3月1日                    | 一級熱帶氣旋     | 每小時75公里  | 988百帕斯卡 | 西澳大利亞州         | 無            | 0        |       |
| 熱帶性低氣壓 | 2月28日－3月6日                    | 熱帶性低氣壓     | 每小時55公里  | 998百帕斯卡 | 無                   | 無            | 0        |       |
| 拉里         | 3月16日－3月21日                   | 四級強烈熱帶氣旋 | 每小時205公里 | 940百帕斯卡 | 昆士蘭州             | $11億         | 1        |       |
| 弗洛伊德     | 3月18日－3月27日                   | 四級強烈熱帶氣旋 | 每小時195公里 | 916百帕斯卡 | 皮爾布拉海岸         | 無            | 0        |       |
| 瓦蒂         | 3月20日－3月24日                   | 三級強烈熱帶氣旋 | 每小時155公里 | 950百帕斯卡 | 無                   | 無            | 0        |       |
| 格倫達       | 3月22日－3月31日                   | 五級強烈熱帶氣旋 | 每小時215公里 | 910百帕斯卡 | 北領地、皮爾布拉海岸 | 無            | 0        | [ 4 ] |
| 熱帶性低氣壓 | 3月26日－3月29日                   | 熱帶性低氣壓     | 每小時55公里  | 994百帕斯卡 | 無                   | 無            | 0        |       |
| 休伯特       | 4月2日－4月8日                     | 二級強烈熱帶氣旋 | 每小時95公里  | 980百帕斯卡 | 西澳大利亞州         | 無            | 0        | [ 5 ] |
| 莫妮卡       | 4月16日－4月26日                   | 五級強烈熱帶氣旋 | 每小時250公里 | 916百帕斯卡 | 昆士蘭州、北領地     | 無            | 0        |       |
| 季節總結     |                                    |                  |               |             |                      |               |          |       |
| 17個熱帶系統 | 2005年11月5日－2006年4月26日       |                  | 每小時250公里 | 910百帕斯卡 |                      | 0             | 1        |       |

## 外部連結
- 澳大利亞國家氣象局（页面存档备份，存于）
- 聯合颱風警報中心（页面存档备份，存于）
- 雅加達熱帶氣旋警告中心（页面存档备份，存于）
- 莫爾茲比港熱帶氣旋警告中心（页面存档备份，存于）

Template:2005－2006年澳洲地區熱帶氣旋季